# Leptocneria reducta
Leptocneria reducta là một loài bướm đêm thuộc họ Erebidae. Nó được tìm thấy ở khắp Úc, trừ Tasmania.

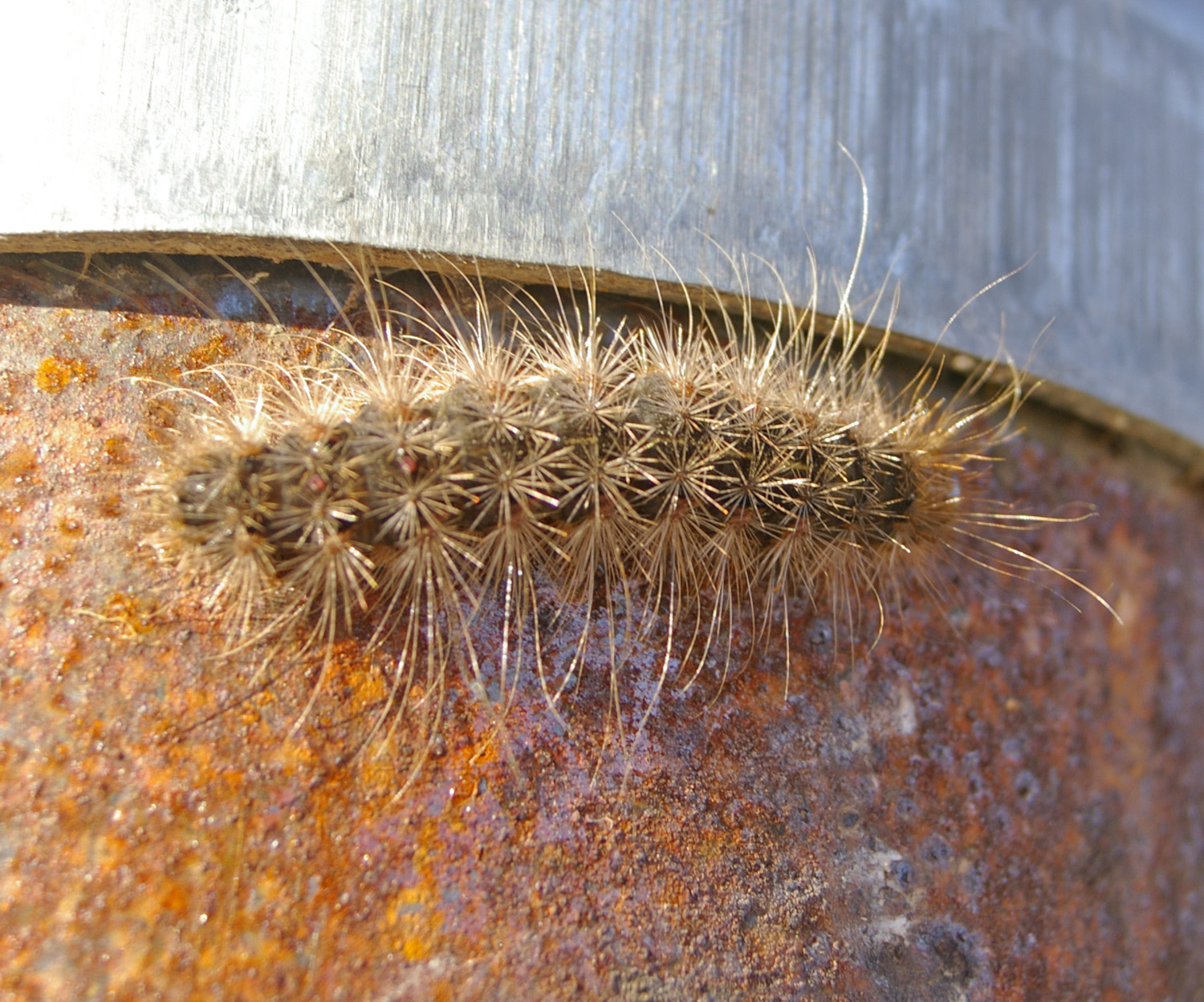
Larva

Sải cánh dài khoảng 45 mm đối với con cái và 35 mm đối với con đực.
Ấu trùng ăn Melia azedarach.
Sâu bướm sống theo đàn.

## Hình ảnh

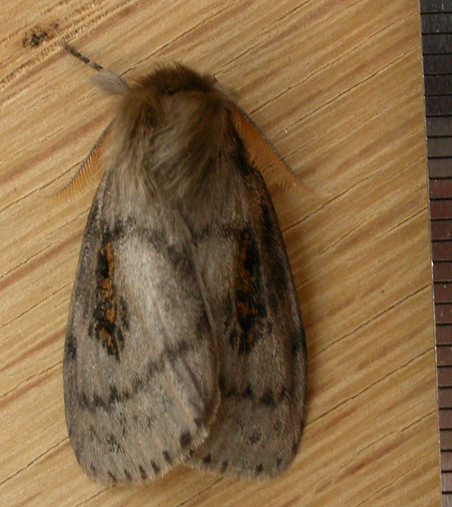
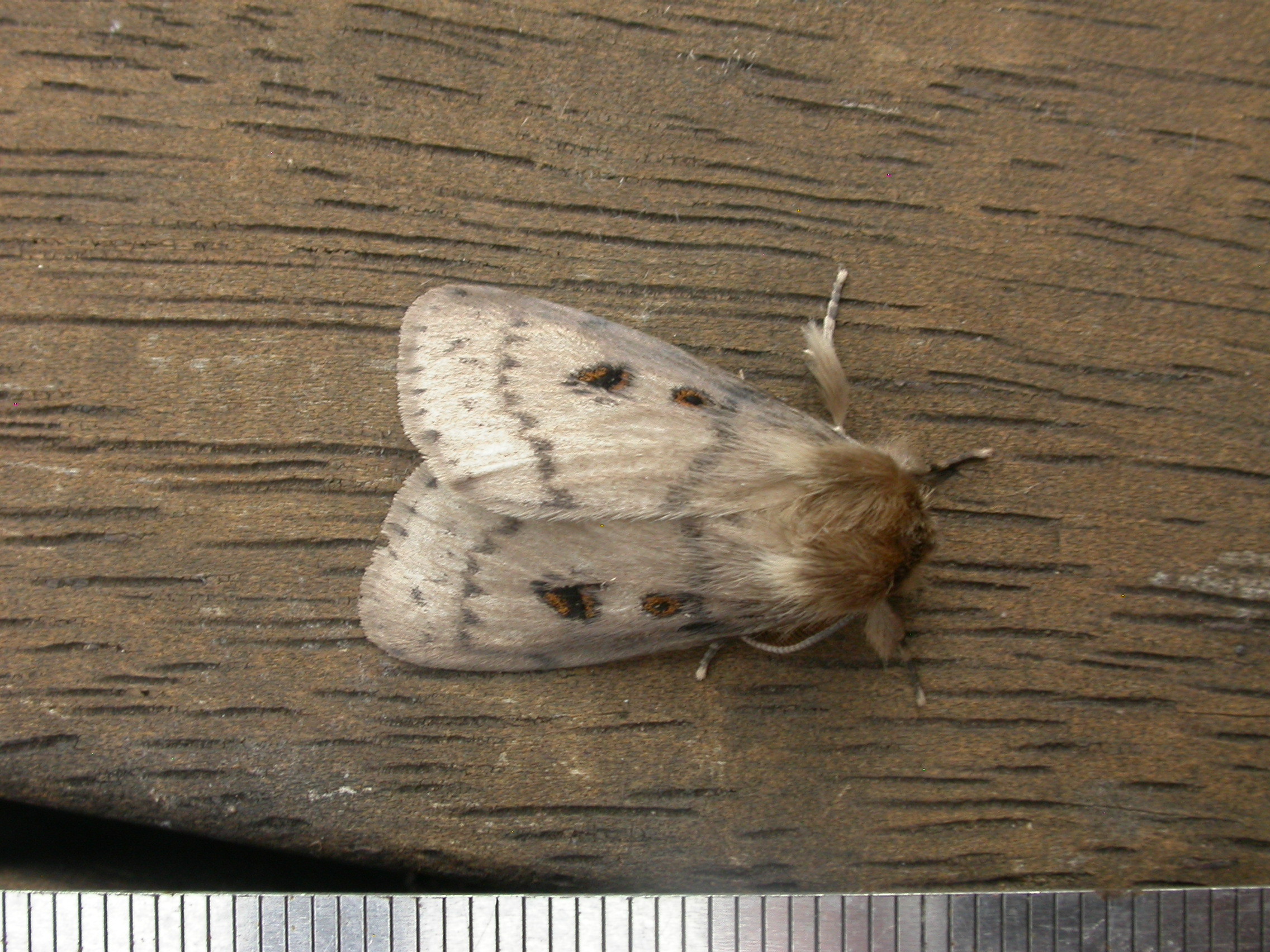
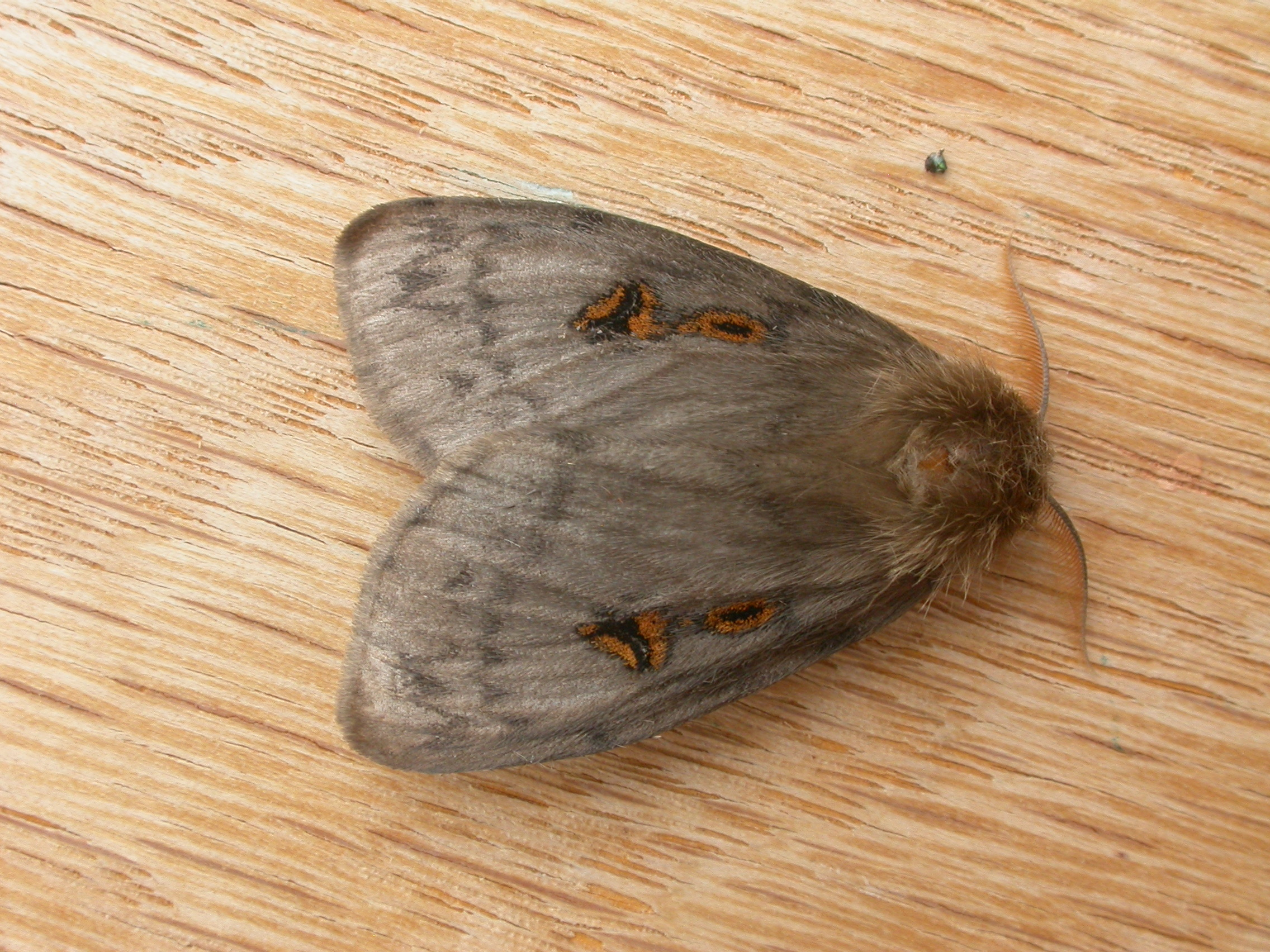
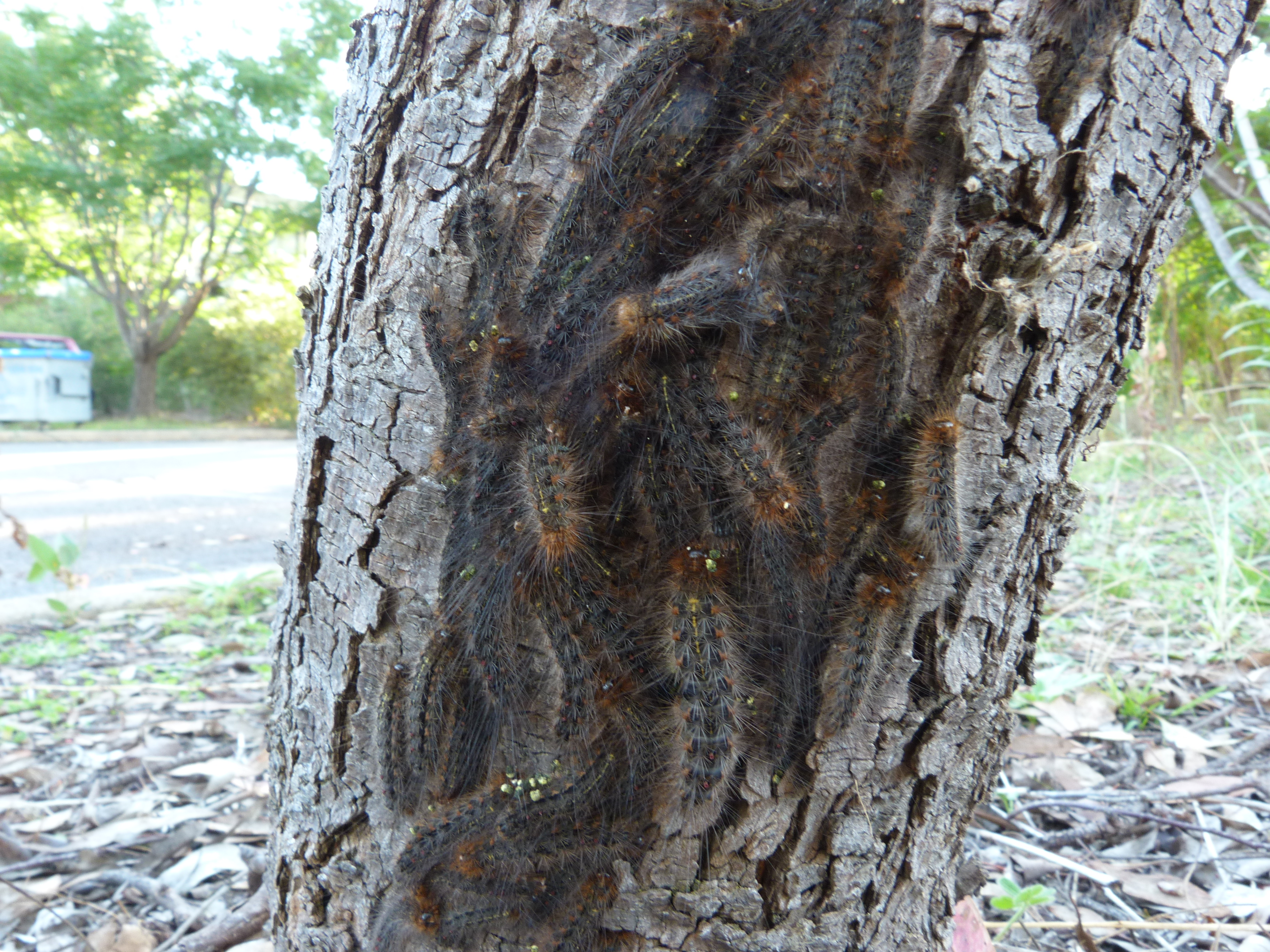